# Dafra
Dafra Motos, o Dafra es una Brasileña fabricante de motocicletas fundada en 2007 por el Grupo Itavema.

## Historia
Dafra Motos se fundó en 2007 utilizando el concepto "CKD" (completamente desmontada), es decir, trayendo motos desmontadas fabricadas por los fabricantes asiáticos Loncin, Lifan y Zongshen y ensamblándolas en Manaus en Brasil, donde mantiene su planta.
Al comienzo de la producción, los componentes se importaban abrumadoramente de China, pero después de romper la asociación con los proveedores, Dafra buscó nuevos socios; hoy Dafra Motorcycles tiene una asociación con TVS Motor Company de India (tercer fabricante de motocicletas en India), Haojue (fabricante de motocicletas Suzuki en China), BMW, Ducati, MV Agusta, KTM y SYM Motors, buscando la mejora de sus productos.
Para atender al mercado interno, Dafra construyó una fábrica en la zona industrial de Manaos (Amazonas) que cuenta con 170.000 m² de terreno, con 35.000 metros cuadrados de edificios. La fábrica cuenta actualmente con más de 500 empleados y una capacidad de producción anual de 200.000 motocicletas.

## enlaces externos
- Sitio web oficial
- Wikimedia Commons alberga una categoría multimedia sobre Dafra.

- Datos: Q10263702